# Callia xanthomera
Callia xanthomera là một loài bọ cánh cứng trong họ Cerambycidae.